# Berryville (Virginia)
Berryville es una localidad del Condado de Clarke, Virginia, Estados Unidos. Según el censo de 2000 tenía una población de 2.963 habitantes y una densidad de población de 635.6 hab/km².

## Demografía
Según el censo de 2000, había 2.963 personas, 1.239 hogares y 783 familias residiendo en la localidad. La densidad de población era de 635,6 hab./km². Había 1.312 viviendas con una densidad media de 281,4 viviendas/km². El 84,54% de los habitantes eran blancos, el 13,60% afroamericanos, el 0,10% amerindios, el 0,57% asiáticos, el 0,13% de otras razas y el 1,05% pertenecía a dos o más razas. El 1,32% de la población eran hispanos o latinos de cualquier raza.
Según el censo, de los 1.239 hogares en el 28,6% había menores de 18 años, el 46,7% pertenecía a parejas casadas, el 13,1% tenía a una mujer como cabeza de familia, y el 36,8% no eran familias. El 32,8% de los hogares estaba compuesto por un único individuo, y el 18,6% pertenecía a alguien mayor de 65 años viviendo solo. El tamaño promedio de los hogares era de 2,28 personas y el de las familias de 2,90.
La población estaba distribuida en un 23,1% de habitantes menores de 18 años, un 5,7% entre 18 y 24 años, un 27,3% de 25 a 44, un 21,5% de 45 a 64, y un 22,5% de 65 años o mayores. La media de edad era 41 años. Por cada 100 mujeres había 81,2 hombres. Por cada 100 mujeres de 18 años o más, había 74,1 hombres.
Los ingresos medios por hogar en la localidad eran de 39.871 dólares ($), y los ingresos medios por familia eran 52.176 $. Los hombres tenían unos ingresos medios de 38.750 $ frente a los 26.531 $ para las mujeres. La renta per cápita para la ciudad era de 20.337 $. El 7,0% de la población y el 4,1% de las familias estaban por debajo del umbral de pobreza. El 6,5% de los menores de 18 años y el 16,3% de los habitantes de 65 años o más vivían por debajo del umbral de pobreza.

## Geografía
Según la Oficina del Censo de los Estados Unidos, la localidad tiene un área total de 4,7 km², todos ellos correspondientes a tierra firme.